# Panhard & Levassor Type X54

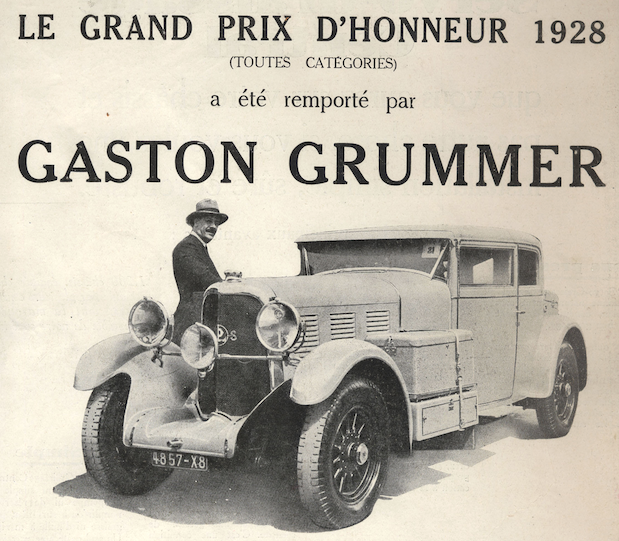
Anzeige für ein Coupé von Gaston Grümmer Carrossier

Der Panhard & Levassor Type X54 ist ein Pkw-Modell der Zwischenkriegszeit. Hersteller war Panhard & Levassor in Frankreich.

## Beschreibung
Die Fahrzeuge haben einen ventillosen Schiebermotor nach einer Lizenz von Charles Yale Knight. Im Motorcode „SK8E“ steht das „K“ für Knight und die „8“ für die Anzahl der Zylinder. Der Motor leistet 80 PS.
Der Achtzylinder-Reihenmotor hat 85 mm Bohrung, 140 mm Hub und 2297 cm³ Hubraum. Er wurde bis 1926 auch 35 CV  und danach 35 CV huit cylindres (acht Zylinder) genannt. Die Leistung des Frontmotors wird über eine Kardanwelle an die Hinterachse übertragen.
Der Radstand beträgt 382 cm.
Bekannt sind die Karosseriebauformen Torpedo und Limousine.
Die Produktion begann 1925 als Nachfolger des ähnlichen Type X42 und endete im Juli 1930. In den einzelnen Kalenderjahren wurden 30, 46, 25, 22, 14 und 2 Fahrzeuge hergestellt. In Summe sind das 139 Fahrzeuge, von denen 46 exportiert wurden. Allerdings beinhaltet der Wert für das erste Jahr die Zahlen des Vorgängermodells, da sie in der Statistik zusammengefasst wurden.
Die Baureihe Panhard & Levassor DS folgte.